# Rustamnagar Sahaspur
Rustamnagar Sahaspur is een census town in het district Moradabad van de Indiase staat Uttar Pradesh.

## Demografie
Volgens de Indiase volkstelling van 2001 wonen er 14.198 mensen in Rustamnagar Sahaspur, waarvan 53% mannelijk en 47% vrouwelijk is. De plaats heeft een alfabetiseringsgraad van 31%.